# Torkel S. Wächter
Torkel S. Wächter (* 25. März 1961 in Stockholm, Schweden), auch unter dem Pseudonym Tamara T bekannt, ist ein schwedisch-deutscher Schriftsteller und Künstler.

## Leben
Wächter ist Sohn von Walter Wächter, der 1938 als Gegner des Nationalsozialismus und Jude aus Deutschland geflohen war, und Vater des Schauspielers Jonatan S Wächter. Torkel S Wächter studierte Wirtschaftsgeschichte, Entwicklungstheorie und Sprachen an den Universitäten in Lund, Melbourne und Barcelona, des Weiteren Architektur an der Königlichen Kunsthochschule in Stockholm. Weitere Studien führten ihn an die Jüdische Hochschule Paideia.
Zwischen 1986 und 1999 arbeitete Wächter als Pilot für die skandinavische Fluggesellschaft SAS.

## Werk
Sein erster Roman Samson wurde 1997 im Verlag Natur och Kultur veröffentlicht. Sein zweiter Roman Ciona. En självbiologi erschien 2002 bei AlfabetaAnamma, unter dem Pseudonym Tamara T und wurde im gleichen Jahr für den schwedischen Literaturpreis August-Preis (Augustpriset) nominiert. Seit 2006 ist Wächter sowohl schwedischer als auch deutscher Staatsbürger.

### 32 Postkarten
Für sein Literatur- und Kunstprojekt 32 Postkarten veröffentlichte er auf der Internetseite 32postkarten.com 32 authentische Briefkarten, die in den Jahren 1940/41 in der Sütterlin ähnlichen deutschen Schrift in Hamburg geschrieben und nach Schweden geschickt worden waren – die letzte vor dem Holocaust. Auf den Tag genau 70 Jahre, nachdem die erste dieser Karten geschrieben worden war, hat Wächter diese Postkarte am 29. März 2010 online gestellt. Alle weiteren Karten wurden seitdem ebenfalls in „simulierter Echtzeit“ jeweils am Tag ihrer Datierung – nur eben 70 Jahre später – im Netz veröffentlicht. Die Postkarten hatte Wächter auf dem Dachboden seines Elternhauses im Nachlass seines Vaters entdeckt. Seine Großeltern hatten sie in Sütterlinschrift verfasst und an ihren nach Schweden geflüchteten Sohn geschickt.
Im März 2014 wurde das Buch 32 Postkarten – Post aus Nazi-Deutschland veröffentlicht.
Der zweite Teil dieses Projekts wurde 2013 online veröffentlicht. Hier schildert Wächter die ersten fünf Monate der Nationalsozialisten an der Macht und welche Auswirkungen dies auf das Leben der deutschjüdischen Beamtenfamilie Wächter in Hamburg hatte.

### Die Ermittlung
Im Frühling 2015 wurde das Buch Die Ermittlung – Die wahre Geschichte einer deutsch-jüdischen Familie aus Hamburg veröffentlicht. Es handelt um eine Ermittlung gegen den Beamten Gustav Wächter. Diese Ermittlung, deren Akte im Hamburger Staatsarchiv erhalten ist, bildet ein einzigartiges Zeitdokument. Das Buch basiert auf den unveröffentlichten Dokumenten. Hier dürfen sich der deutsch-jüdische Beamte Gustav Wächter und seine Kollegen mit ihren eigenen Worten rechtfertigen oder anklagen. Wir lernen überzeugte Nationalsozialisten und Opportunisten kennen, aber auch engen Freunde der Wächters.

### Meines Vaters Heimat
Im Juli 2021 wurde der Roman Meines Vaters Heimat veröffentlicht. Das Buch wurde von der Kritik einhellig gelobt.
Viele Jahre nach dem Tod des Vaters findet der Icherzähler des Romans auf dem Dachboden seines Elternhauses in Stockholm Briefe aus dem KZ Fuhlsbüttel. Es dauert zunächst eine Weile, bis ihm klar wird, dass es die Briefe seines Vaters sind und dass seine Wurzeln in Deutschland liegen. Schließlich hatte der Vater mit ihm nie über seine deutsche Vergangenheit gesprochen.
Aus der Auseinandersetzung mit diesem Fund entsteht dieser Roman.

## Werke auf Deutsch
- 32 Postkarten. Post aus Nazi-Deutschland. Das Schicksal einer deutsch-jüdischen Familie aus Hamburg vor der Deportation. [Übers. von Paul Berf], Acabus Verlag, Hamburg 2014, ISBN 978-3-86282-292-8.
- Die Ermittlung. Die wahre Geschichte einer deutsch-jüdischen Familie aus Hamburg. [Aus dem Schwed. von Paul Berf] (Roman/Collage), Acabus Verlag, Hamburg 2015, ISBN 978-3-86282-378-9.
- Meines, Vaters Heimat. Was er mir nie erzählte. Dokumentarischer Roman. (Übersetzt von Stefan Pluschkat). Langen Mueller Verlag, München 2021. ISBN 978-3-7844-3595-4.